# Крешетс
Креше́тс (фр. Créchets, окс. Creishèths) — коммуна во Франции, находится в регионе Юг — Пиренеи. Департамент — Верхние Пиренеи. Входит в состав кантона Молеон-Барус. Округ коммуны — Баньер-де-Бигор.
Код INSEE коммуны — 65154.

## География

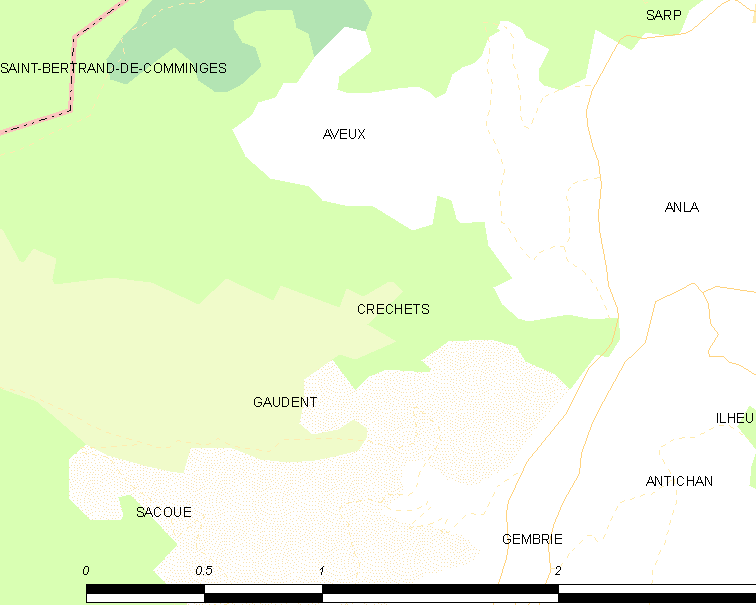
Карта коммуны

Коммуна расположена приблизительно в 670 км к югу от Парижа, в 100 км юго-западнее Тулузы, в 50 км к юго-востоку от Тарба.
По территории коммуны протекают реки Урс и Грав (фр. Graves).

## Климат
Климат умеренно-океанический с солнечной тёплой погодой и обильными осадками на протяжении практически всего года.

## Население
Население коммуны на 2010 год составляло 42 человека.
| 1962 | 1968 | 1975 | 1982 | 1990 | 1999 | 2010 |
| ---- | ---- | ---- | ---- | ---- | ---- | ---- |
| 52   | 47   | 41   | 38   | 30   | 35   | 42   |

## Администрация
| Период | Период | Фамилия        | Партия | Примечания |
| ------ | ------ | -------------- | ------ | ---------- |
| 2001   | 2020   | Жюстин Куаньяр |        |            |

## Экономика
В 2010 году среди 29 человек трудоспособного возраста (15-64 лет) 22 были экономически активными, 7 — неактивными (показатель активности — 75,9 %, в 1999 году было 83,3 %). Из 22 активных жителей работали 19 человек (8 мужчин и 11 женщин), безработных было 3 (2 мужчин и 1 женщина). Среди 7 неактивных 2 человека были учениками или студентами, 3 — пенсионерами, 2 были неактивными по другим причинам.